# Leon Jessel
Leon Jessel, o Léon Jessel (22 de gener de 1871 - 4 de gener de 1942), va ser un compositor alemany d'operetes i petites peces de música clàssica. Avui dia és conegut internacionalment com el compositor de la marxa alegre popular Die Parade der Zinnsoldaten (La desfilada dels soldats de llauna).
Jessel va ser un compositor prolífic que va escriure centenars de peces lleugeres orquestrals, peces per a piano, cançons, valsos, masurques, marxes, cors, i música de saló. Va aconseguir una considerable aclamació amb moltes de les seves operetes en particular Schwarzwaldmädel (La jove de la Selva Negra), popular fins avui dia.
Jessel era jueu de naixement (tot i que es va convertir al cristianisme als 23 anys) i amb el progrés del nazisme a la dècada de 1920, l'execució de les seves composicions era primer desconsellada i després prohibida. La seva obra musicals, que havia estat molt populars, va ser pràcticament oblidada.

## Primers anys i família
Leon Jessel va néixer a Stettin, una ciutat de l'est d'Alemanya (ara Szczecin, Polònia), el 1871. Fill del comerciant jueu Samuel Jessel i la seva dona nord-americana Mary. Jessel es va convertir al cristianisme el 1894 i es va casar amb Clara Louise Grunewald (el mateix any va estrenar la seva primera opereta Die Brautwerbung (El Seguici)), i es van casar el 1896. L'any 1909 va néixer la seva filla María Eva, i el 1911 la família es va traslladar a Berlín. El seu matrimoni amb María Eva va acabar l'any 1919 i Leon Jessel es va casar amb la seva segona esposa, Anna Gerholdt, el 1921.

## Carrera
Encara que els seus pares preferien que es convertís en un comerciant o empresari, Jessel es volia dedicar a la música, deixant l'escola als disset anys per endinsar-se en el món de la música i, concretament, en teatre musical. Després d'estudiar amb diversos mestres entre 1888 i 1891, Jessel es va convertir en un director d'orquestra, director musical, mestre de cor, director de banda, i director de teatre, treballant en diverses ciutats alemanyes. A partir de 1892, aquests treballs inclouen el càrrec de mestre de capella a les ciutats que incloïen Mulheim an der Ruhr, Freiberg, Kiel, Stettin, Chemnitz i Neustrelitz. Finalment es va establir a Lübeck, on va ser mestre de capella al Teatre Wilhelm des de 1899 fins a 1905, i esdevenir director de l'Associació Lübeck Liedertafel. A més a més, en aquest període, Jessel va compondre nombroses operetes, corals i altres obres.
El 1911 Jessel es va traslladar a Berlín, on va aconseguir fer-se nom per mèrits propis. La seva opereta Die beiden Husaren (1913) va causar els primers símptomes d'atenció del públic. Va continuar component moltes operetes i òperes Singspiel, la majoria de les quals es van estrenar a Berlín. El 1915 Jessel també va fundar i l'organització alemanya de drets de rendiment (GEMA).
El major èxit de Jessel va ser l'opereta Schwarzwaldmädel (La jove de la Selva negra), que es va estrenar a l'Òpera Còmica de Berlín a l'agost de 1917. Amb un commovedor llibret, boniques melodies i una elegant instrumentació que va resultar immensament popular. Es va propagar per Berlín amb nou cents actuacions i durant els següents deu anys es va interpretar aproximadament sis mil vegades a Alemanya i a l'estranger. Schwarzwaldmädel ha estat enregistrat nombroses vegades al llarg de moltes dècades, i ha estat filmat i televisat en nombroses ocasions també. Jessel també va tenir un gran èxit amb la seva opereta Die Postmeisterin (L'empleada de correus). En total va escriure gairebé dues dotzenes d'operetes.

## Persecució i mort a l'Alemanya nazi
Les òperes de Jessel eren populars i nacionalistes. Schwarzwaldmädel era una de les favorites d'Adolf Hitler i Heinrich Himmler. Això, la seva pròpia ideologia nacionalista conservadora i la seva unió amb la seva segona esposa Anna, van propiciar la seva unió al partit nazi el 1932. Jessel esperava amb això l'acceptació a Alemanya, fins i tot amb l'arribada dels nazis al poder. Tanmateix, va ser rebutjat pels dirigents nazis a causa de la seva ascendència jueva, tot i que s'havia convertit al cristianisme el 1894. Les actuacions de les seves obres van ser prohibides des del 1933. L'última gran obra de Jessel va ser l'opereta Junger Wein (vi jove) el 1933 i el seu biògraf Albrecht Dümling creu que va ser víctima de mesures de boicot ja el 1927. El 1937 va ser expulsat de la Reichsmusikkammer, una institució nazi, a la qual cada músic havia d'apuntar-se, per poder exercir la seva professió, sigui en públic o privat, i es van prohibir els enregistraments i la distribució de les seves obres.
El 1941, durant un escorcoll de la seva casa a Berlín s'hi va trobar una carta de 1939 al seu llibretista Wilhelm Sterk (1880-1944) a Viena, en la qual Jessel havia escrit: «No puc treballar en un moment en què l'odi als jueus amenaça el meu poble amb la destrucció, on no sé quan aquest horrible destí trucarà a la meva porta». El 15 de desembre de 1941 la Gestapo va prendre aquesta carta com pretext per a detenir Jessel. Va ser torturat per la Gestapo en un soterrani de l'Oficina de la Policia a l'Alexanderplatz. Va morir per les conseqüències de la tortura el 4 de gener de 1942 a l'Hospital Jueu de Berlín. La seva sepultura es troba al cementiri de Wilmersdorf (Berlín).

## Obres més reconegudes
Una de les peces no operístiques de Jessel encara àmpliament interpretades i gravades a tot el món és la marxa alegre per a orquestra o banda militar (originalment per piano) titulat Die Parade der Zinnsoldaten. Es va popularitzar a nivell internacional a la dècada de 1920, sota el títol La Desfilada dels Soldats de fusta, per Nikita Balieff en el seu espectacle de vodevil La Chauve-Souris. El 1923, Lee DeForest va rodar La Desfilada dels Soldats de Fusta, la banda sonora va ser interpretada per la companyia de Balieff, al DeForest Phonofilm. La pel·lícula es va estrenar aquest mateix any a la ciutat de Nova York, i està en la col·lecció Maurici Zouary a la Biblioteca del Congrés.
A mitjans de la dècada de 1920, la peça va ser un single d'èxit registrat per les orquestres de Carl Fenton, Vicente López i Paul Whiteman. Ha estat àmpliament interpretada i gravada des de llavors. Per exemple, una pel·lícula de Betty Boop va ser creada amb aquesta música el 1933, i Les Rockettes han estat duent a terme la seva pròpia versió coreografiada de la peça des de llavors en l'anual de Ràdio City Christmas Spectacular.
A la Gran Bretanya s'ha utilitzat la peça des de fa anys a la BBC al programa de ràdio hora dels nens per introduir la sèrie Toytown, basat en contes de SG Hulme Beaman. L'enregistrament va ser utilitzat per la New Light Symphony Orchestra. La seva opereta Schwarzwaldmädel (La jove de la Selva Negra) segueix sent una de les operetes més populars escrites a Alemanya, i ha continuat sent interpretada, gravada, filmada i televisada. Segons Andrew Be en 150 anys de Popular Teatre Musical, «Schwarzwaldmädel representava tot el millor de l'opereta continental.»
Diverses de les peces de caràcter instrumental de Jessel, com ara El casament de la rosa (Der Rose Hochzeitszug), també estan encara en circulació internacional.

## Algunes obres del catàleg

### Música escènica
- Die Braut Werbung (El Seguici) (Operetta en 1 Acte; Text: Else Gehrke, estrena: 1894, Celle)

- Kruschke am Nordpol (Kruschke al Pol Nord) (Opereta en un acte; Text: Max Reichardt, estrena: 1896, Kiel)
- Die beiden Husaren (Ambdós Hússars) (Operetta; Text: Wilhelm Jacoby i Rudolf Schanzer, estrena: 6 febrer 1913, Theater des Westens, Berlín)
- Wer zuletzt lacht (Qui riu Últim) (Comèdia musical; Text: Arthur Lipschitz i Albert Bernstein-Sawersky, estrena: 31 de desembre de 1913, Theater an der Weidendammer Brücke, Berlín)
- Schwarzwaldmädel (La jove de la Selva Negra), (Opereta; Text: August Neidhardt, estrena: 25 ago 1917, Komische Oper, Berlín)
- Ein modernes Mädel (Una nena moderna) (Opereta; Text: August Neidhardt, estrena: 28 de juny de 1918, Volkstheater, Múnic)
- Ohne Männer kein Vergnügen (No Hi ha Plaer Sense Homes) (Dansa Opereta; Text: August Neidhardt, estrena: 1918, Berlín)
- Die närrische Liebe (Amor Boig) (Singspiel; Text: Jean Kren, estrena: 1919, Berlín) Verliebte Frauen (Les Dones en l'Amor) (Vaudeville; Text: Alexander Pordes-Milo, estrena: 1920, Königsberg)
- Schwalbenhochzeit (Noces d'orenetes) (Operetta; Text: Alexander Pordes-Milo, estrena: 28 de gener 1921, Theater des Westens, Berlín)
- Die Postmeisterin (L'empleada de Correus) (Operetta; Text: August Neidhardt, estrena: 3 de febrer de 1921, Central-Theater, Berlín)
- Das Detektivmädel (La Nena Detectiva) Opereta; Text: August Neidhardt, estrena: 1921, Berlín)
- Des Königs Nachbarin (L'Adorable Veí del Rei) (Singspiel; Text: Fritz Grünbaum i Wilhelm Sterk, estrena: 15 d'abril de 1923, Wallner-Theater, Berlín)
- Der keusche Benjamin (El Benjamí cast) (Opereta; Text: Max Steiner-Kaiser and Hans Bodenstedt, estrena: 1923 Hamburg)
- Meine Tochter Otto (La meva filla Otto) (Opereta; Text: Fritz Grünbaum i Wilhelm Sterk, estrena: 1924, Berlín)
- Prinzessin Husch (Princesa Hush) (Opereta; Text: August Neidhardt, estrena: 1925, Hamburg)
- Die kleine Studentin (La petita Estudiant) (Opereta; Text: Leo Kastner and Alfred Möller, estrena: 1926, Stettin)
- Mädels, die man liebt (Noies que hom estima) (Musical; Text: Leo Kastner & Alfred Möller, estrena: 1927, Hamburg)
- Die Luxuskabine (La Cabina de luxe) (Opereta; Text: August Neidhardt, estrena: 1929, Leipzig)
- Junger Wein (Vi Jove) (Operetta; Text: August Neidhardt, estrena: 1 de setembre de 1933, Theater des Westens, Berlín)
- Die goldene Mühle (El molí d'or) (Singspiel; Text: Wilhelm Sterk, interpretació incompleta: 29 d'octubre de 1936, Olten, Suïssa)
- Treffpunkt Tegernsee (Trobades al llac de Tegernsee) (Opereta; Text: Aksel Lund i Erik Radolf, estrena: 12 d'abril del 2009, Stadttheater a Neuburg an der Donau pel Neuburger Volkstheater)

### Instrumental
- Die Parade der Zinnsoldaten (La Desfilada dels Soldats de llauna, també conegut com La Desfilada dels Soldats de Fusta) (peça de caràcter per a piano sol. Venut el 1897;. Publicada per a orquestra el 1905, Opus 123)
- Der Rose Hochzeitszug ("Les noces de la rosa") (peça de caràcter per a piano o orquestra; escrita el 1905, Opus 216)